# بانتيليمون
بانتيليمون هي قرية تقع في إقليم كونستانتا في رومانيا.

## السكان
حسب إحصائيات 2011 بلغ عدد سكان القرية 1,457 نسمة.